# Swains Island
Swains Island (tokelausky Olohega, samojsky Olosenga) je ostrov v Polynésii, který je ze správního hlediska součástí nezačleněného území USA Americká Samoa, avšak kulturně a geograficky patří k souostroví Tokelau. Ostrov je tvořen korálovým atolem o rozloze 1,865 km², z čehož 1,508 km² připadá na pevnou zem. Vnitřní laguna nemá žádné spojení s okolním oceánem, proto je voda v ní převážně sladká. Líhne se tu množství komárů, kteří jsou metlou ostrova. Ve východní části laguny se nachází malý bezejmenný ostrůvek. Swains Island je písčitý a porostlý bujnou tropickou vegetací, dosahuje maximální nadmořské výšky osm metrů, hlavním zdrojem obživy obyvatel jsou kopra a chov prasat, ekonomický rozvoj je limitován obtížnou dostupností místa. Na Swains Island žilo v roce 2000 třicet sedm stálých obyvatel, v roce 2005 byl ostrov zasažen hurikánem Percy a roku 2010 je zde uváděno už jen sedmnáct ostrovanů. Žijí v jediné vesnici Taulanga na severozápadě ostrova, druhé sídlo, Etena ležící na jižním pobřeží, je již opuštěno.

## Historie
Prvním Evropanem na ostrově byl v březnu 1606 Pedro Fernandes de Queirós, který ho nazval Isla de la Gente Hermosa (Ostrov krásných lidí). Později došlo k invazi ze sousedního ostrova Fakaofo, po níž bylo původní obyvatelstvo vybito nebo odvezeno do otroctví a ostrov zůstal opuštěn. V roce 1841 ho navštívila americká expedice a dala mu jméno podle velrybářského kapitána Williama Chowna Swaina. Roku 1856 se zde usadil Američan Eli Hutchinson Jennings se svou domorodou manželkou a začal pěstovat kokosové ořechy. V roce 1916 vyhlásili Britové nárok na ostrov v rámci své kolonie Gilbertovy a Elliceovy ostrovy, ale protože majitelé ostrova byli Američané, rozhodli se v roce 1925 pro připojení k USA, ostrov vysílá zástupce do parlamentu Americké Samoy.
Na ostrov si činí nárok Tokelau: návrh tokelauské ústavy z roku 2006 ho uvádí jako část země pod názvem Olohega, má také vlastní hvězdičku na tokelauské vlajce.
Mezinárodní radioamatérská unie (IARU) přijala roku 2006 Swains Island za svého člena, od té doby území navštěvují expedice radioamatérů.

## Fotogalerie

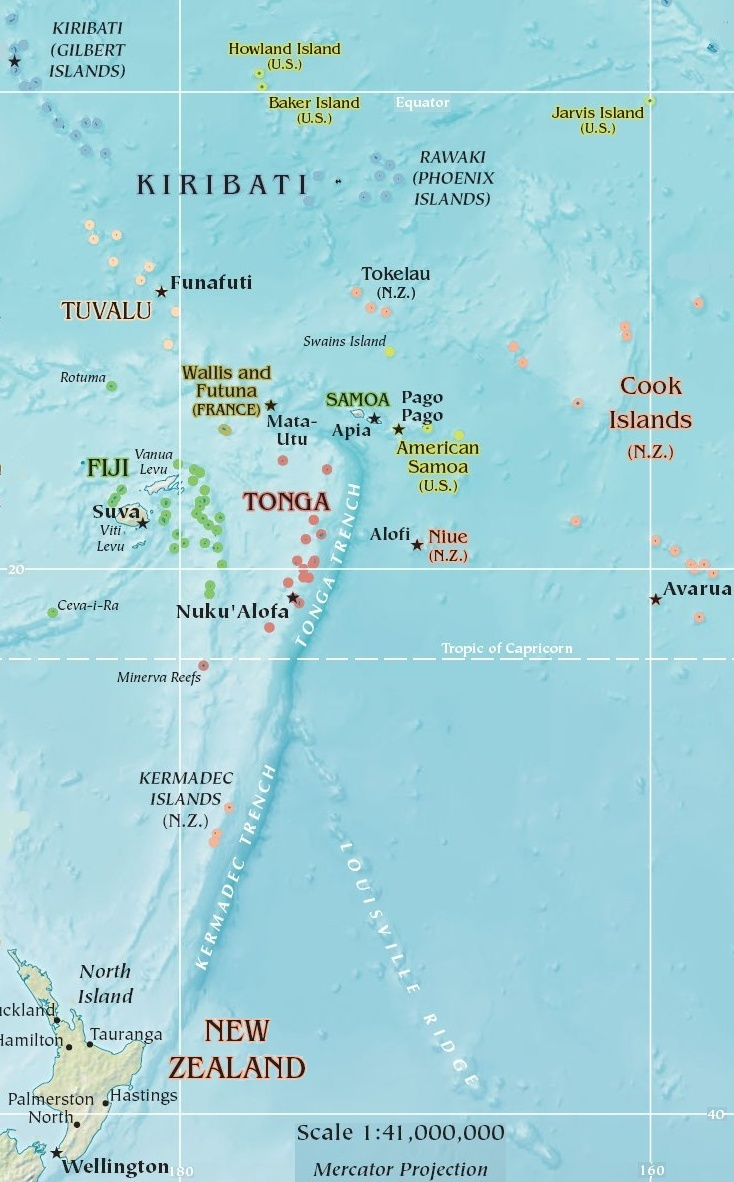
Ostrov na mapě Oceánie
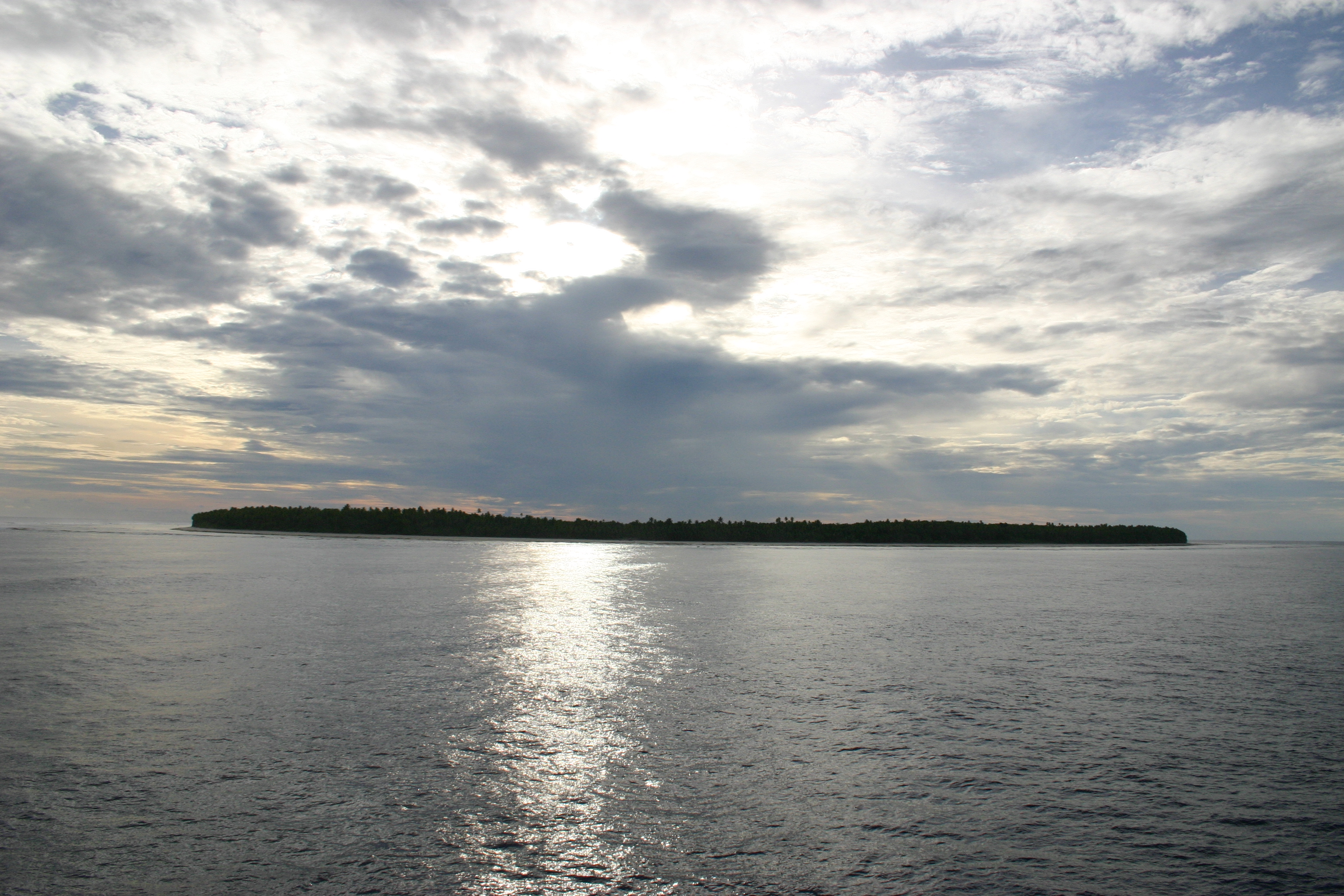
Celkový pohled na ostrov
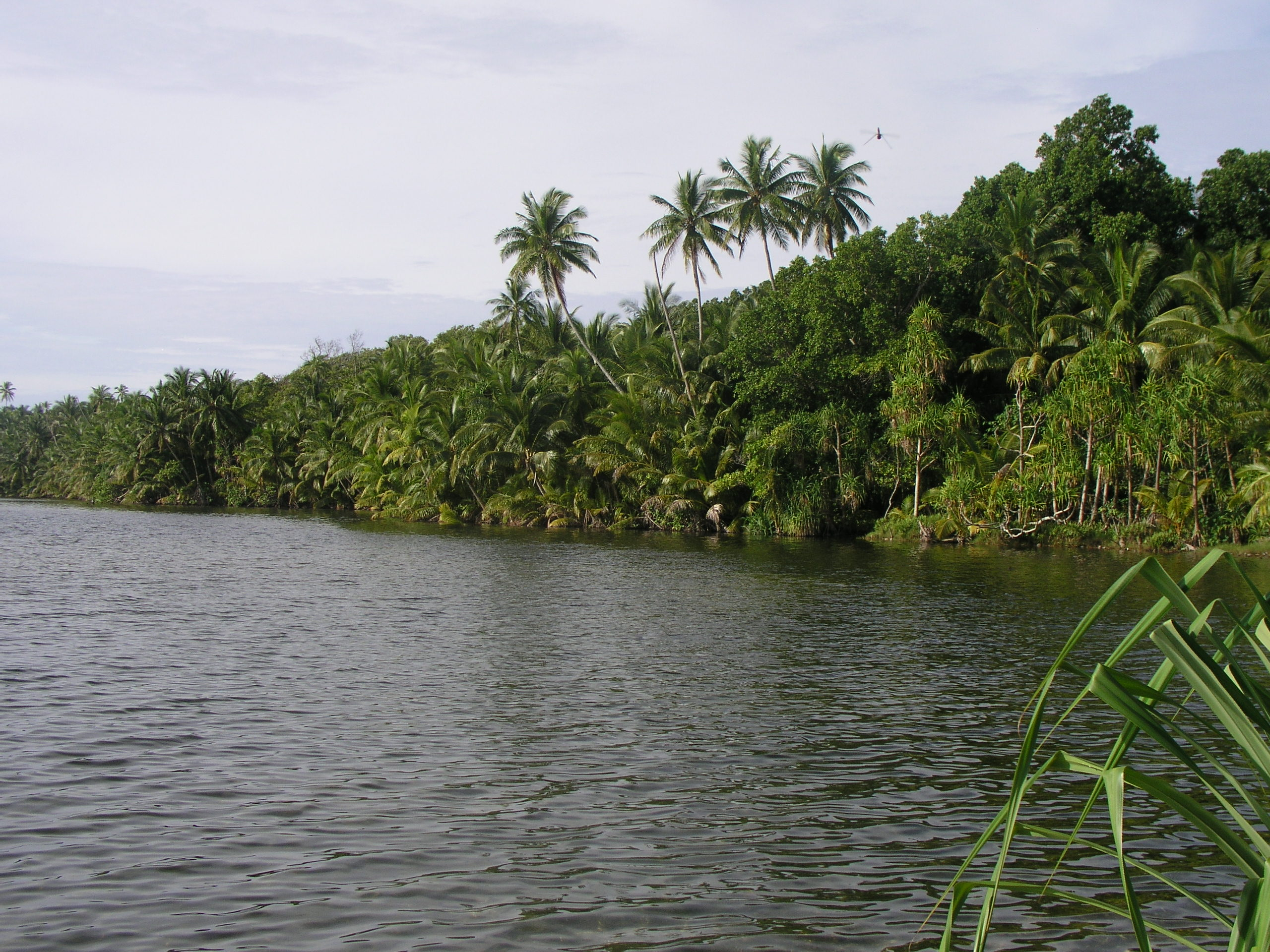
Pobřeží vnitřní laguny